# Anandnagar
Anandnagar là một thị xã và là một nagar panchayat của quận Maharajganj thuộc bang Uttar Pradesh, Ấn Độ.

## Địa lý
Anandnagar có vị trí 27°06′B 83°17′Đ / 27,1°B 83,28°Đ Nó có độ cao trung bình là 88 mét (288 feet).

## Nhân khẩu
Theo điều tra dân số năm 2001 của Ấn Độ, Anandnagar có dân số 10.181 người. Phái nam chiếm 53% tổng số dân và phái nữ chiếm 47%. Anandnagar có tỷ lệ 72% biết đọc biết viết, cao hơn tỷ lệ trung bình toàn quốc là 59,5%: tỷ lệ cho phái nam là 79%, và tỷ lệ cho phái nữ là 65%. Tại Anandnagar, 15% dân số nhỏ hơn 6 tuổi.